# 格林西克 (伯沙德區)
48°19′32″N 29°26′28″E / 48.32556°N 29.44111°E
格林西克（烏克蘭語：Глинське），是烏克蘭的村落，位於該國西南部文尼察州，由海辛區負責管轄，始建於1200年，面積2.19平方公里，海拔高度164米，2001年人口224，人口密度每平方公里102.28人。